# Adam Hložek
Adam Hložek, född 25 juli 2002, är en tjeckisk fotbollsspelare som sedan den 2 juni 2022 spelar för Bayer Leverkusen. Han representerar även Tjeckiens landslag.